# Masoncus conspectus
Masoncus conspectus är en spindelart som först beskrevs av Willis J. Gertsch och Davis 1936.  Masoncus conspectus ingår i släktet Masoncus och familjen täckvävarspindlar. Inga underarter finns listade i Catalogue of Life.